# Macroscepis uniflora
Macroscepis uniflora är en oleanderväxtart som beskrevs av G. Morillo. Macroscepis uniflora ingår i släktet Macroscepis och familjen oleanderväxter. Inga underarter finns listade i Catalogue of Life.